# Kushiro
Kushiro (釧路市, Kushiro-shi) és una ciutat i municipi de Hokkaido, al Japó. És la capital i ciutat més poblada de la subprefectura de Kushiro. En cap cas s'ha de confondre amb el poble de Kushiro, a la mateixa subprefectura, o el districte de Kushiro. Kushiro és la quarta ciutat amb més població de Hokkaido.

## Geografia
Kushiro es troba a la subprefectura de Kushiro, de la qual és capital. Geogràficament es troba al nord-est de Hokkaido i limita amb els municipis de Shiranuka, Tsurui, Kushiro, Tsubetsu, Ashoro, Teshikaga i Urahoro i amb l'oceà Pacífic. Dins del terme municipal es troben el mont Meakan, el mont Oakan i el mont Akan-Fuji i flueixen els rius Kushiro, Akan i Shitakara. A Kushiro també es troben infinitat de llacs com el d'Akan, Harutori, etc. i el Parc Nacional d'Akan i el de Kushiro-Shitsugen.

## Història
Un decret imperial de juliol de 1899 va establir Kushiro com a port obert per al comerç amb el Regne Unit i els Estats Units. Després de la invasió a les illes Kurils per part de Rússia l'agost de 1945, Kushiro va ser vista pels russos com un lloc limit a l'est junt amb Rumoi a l'oest per a dividir Hokkaido en dues parts governades per les forces d'ocupació russes i nord-americanes. El pla va ser cancel·lat per la negativa dels nord-americans. L'11 d'octubre de 2005, el municipi d'Akan, del districte d'Akan i el municipi d'Onbetsu, del districte de Shiranuka van ser absorbides per Kushiro. Ara, el municipi de Shiranuka es troba al mig, separant en dues parts el terme municipal de Kushiro sense cap unió de terra. L'1 d'agost de 1922, Kushiro va aconseguir l'estatus de ciutat.

### Cronologia
- 1869: Kusuri passa a ser anomenat Kushiro.
- 1900: Kushiro passa a ser un municipi de primera classe amb l'estatus de poble.
- 1920: El poble de Kushiro passa a ser Kushiro-ku. L'aldea de Kushiro (Kushiro) (ara poble), se separa.
- 1922: Kushiro-ku passa a tindre l'estatus de ciutat de Kushiro.
- 2005: Kushiro absorbeix al seu terme els antics municipis d'Akan i Onbetsu.

## Política

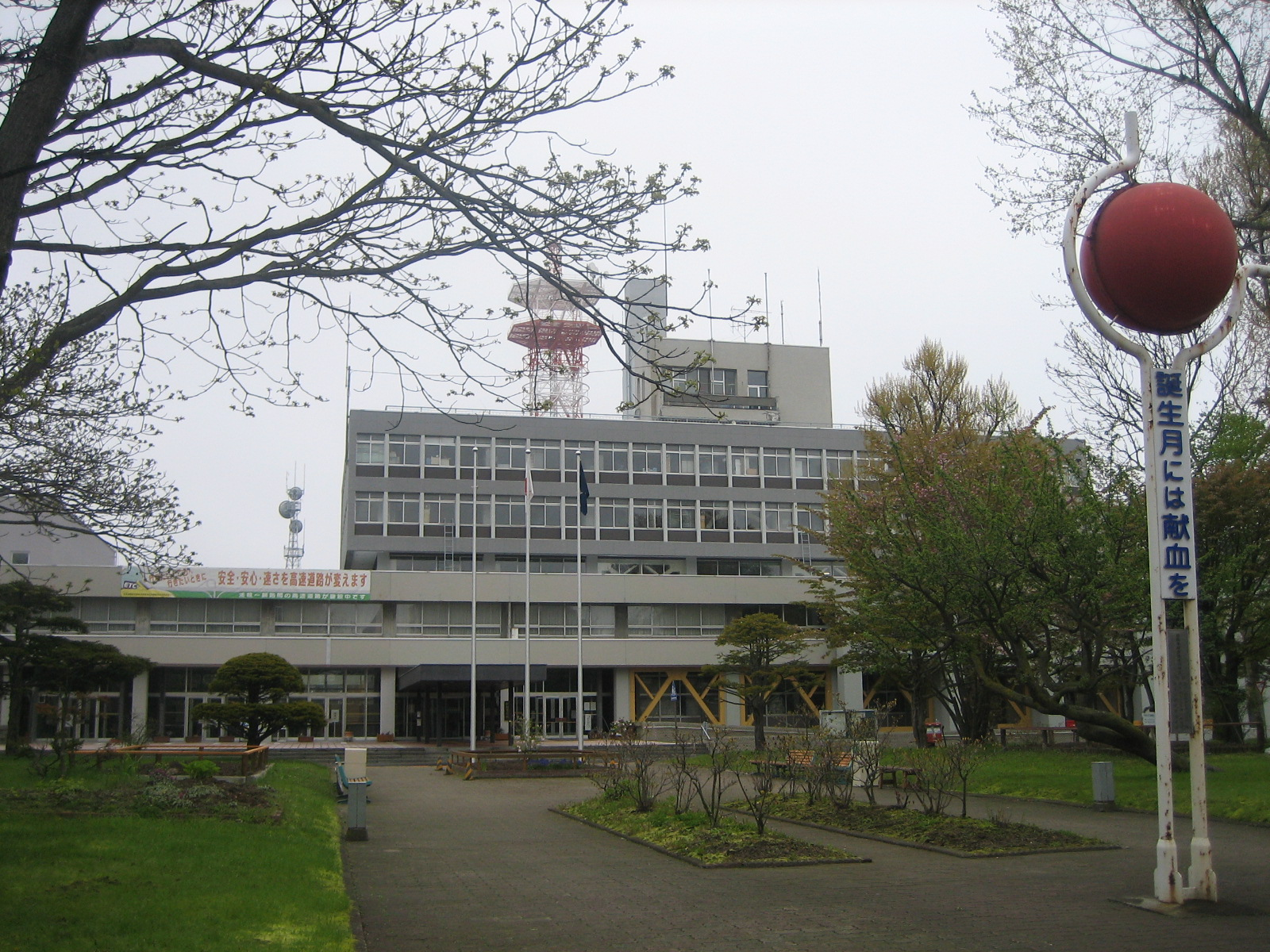
Edifici de l'ajuntament de Kushiro

### Assemblea municipal
La composició del ple municipal de Kushiro és la següent:
| Partit | Partit                               | Partit      | Regidors |
| ------ | ------------------------------------ | ----------- | -------- |
|        | Partit Liberal Democràtic            | PLD         | 9 / 28   |
|        | Constitucionals-Socialdemòcrates-Ind | PDC-PSD-Ind | 6 / 28   |
|        | Kōmeitō                              | KMT         | 4 / 28   |
|        | Partit Comunista del Japó            | PCJ         | 4 / 28   |
|        | Nou Partit Daichi-Independents       | NPD-Ind     | 2 / 28   |
|        | Independents                         |             | 2 / 28   |
|        | Escons vacants                       |             | 0 / 28   |

### Alcaldes
En aquesta taula només es reflecteixen els alcaldes democràtics, és a dir, des de l'any 1947.
| Període   | Alcalde             | Partit |
| --------- | ------------------- | ------ |
| 1947-1957 | Kōhei Sakuma        | Ind.   |
| 1957-1965 | Takeo Yamamoto      | Ind.   |
| 1965-1977 | Tetsuo Yamaguchi    | PSJ    |
| 1977-1996 | Toshiyuki Wanibuchi | Ind.   |
| 1996-2002 | Kensuke Watanuki    | PLD    |
| 2002-2008 | Yoshitaka Itō       | PLD    |
| 2008-2020 | Hiroya Ebina        | PLD    |

## Demografia
Kushiro, com tantes altres ciutats de Hokkaido i del Japó, ha vist reduïda la seua població any rere any. Malgrat ser'ne la quarta ciutat en població a l'illa de Hokkaido, només compta amb 168.127 persones. L'any 1965, la ciutat va passar dels 200.000 ciutadans censats fins a principis de la dècada dels 2000, on va baixar d'aquest nombre. Des de mitjans de la dècada dels 1980 s'ha vingut detectant una emigració d'habitants cap a altres ciutats més poblades com Sapporo o fins i tot, Tòquio. Kushiro va tindre un creixement poblacional exagerat gràcies a la indústria i la pesca que no es va detindre fins a mitjans de la dècada dels 1980.
| 1940   | 1950    | 1960    | 1970    | 1980    | 2000    | 2015    |
| ------ | ------- | ------- | ------- | ------- | ------- | ------- |
| 93.830 | 120.803 | 181.528 | 204.793 | 227.234 | 201.566 | 174.742 |

## Transport
- Aeroport de Kushiro: Des de l'any 1961 a Kushiro es troba un aeroport del mateix nom. Actualment a l'aeroport operen cinc aerolínies que volen a destins nacionals i regionals com Sapporo, Tòquio, Osaka o Nagoya.
- Port de Kushiro: És un port de significativa importància a Hokkaido i al Japó. Serveix tant com per a transport de persones com per al de mercaderies, sent aquesta darrera la seua principal activitat. Existeix una terminal de ferris per al transport de passatgers.
- JR Hokkaidō: Per Kushiro passen dues línies de la companyia de ferrocarrils de Hokkaido: la Línia Principal Nemuro i la Línia Principal Senmō.

## Ciutats agermanades
- Yuzawa, prefectura d'Akita, Japó (1963)
- Tottori, prefectura de Tottori, Japó (1963)
- Burnaby, Colúmbia Britànica, Canadà (1965)
- Kholmsk, districte de Kholmsk, óblast de Sakhalín, Rússia (1975)
- Petropàvlovsk-Kamtxatski, krai de Kamtxatka, Rússia (1998)
- Port Stephens, Nova Gal·les del Sud, Austràlia (1994)